# Centrum pro současná kulturální studia
Centrum pro současná kulturální studia (anglicky Centrum for Contemporary Cultural Studies) vzniklo v roce 1964 ve Velké Británii při Univerzitě v Birminghamu jako středisko postgraduálního vzdělávání. Vznik Centra lze pokládat za institucionální počátek kulturálních studií.
CCCS se zaměřovalo na kulturalismus: na každodenní žitou kulturu společnosti. Soustředilo se především na oblasti kultury jednotlivých tříd, jejich praktiky a vyrovnávání se s každodenností. Bylo přitom ovlivněno řadou teoretických východisek. Projevil se zde vliv kritické teorie, strukturalismu i feministické perspektivy. CCCS je významné kvůli řadě studií a výzkumů, jež se staly klíčovými pro kulturální studia. V oblasti komunikace se teoretici zaměřili na analýzu obou stran komunikačního procesu, tedy jak na producenta, tak i na příjemce. Roli zde sehrála „teorie kódování a dekódování“ Stuarta Halla. Hallovy výzkumy poukázaly na fakt, že příjemce může texty dekódovat odlišným způsobem, než jak bylo zamýšleno při procesu produkce, na což pak navázali další teoretici. Vlivnými se rovněž staly výzkumy mediálního publika Davida Morleyho, podle kterých publikum není ani pasivní ani homogenní, jak jej chápali například teoretici z Frankfurtské školy.

## Inspirační zdroje CCCS
- Frankfurtská škola: Negativní pojetí kulturního průmyslu. Dle jejích představitelů jsou lidé pouhými pasivními příjemci mediálních obsahů a jejich kritické myšlení je soustavně ochromováno. Škola opovrhovala masovou kulturou coby manipulativní, neuspokojující a plytkou.
- Louis Althusser: Teorie ideologických státních aparátů
- Antonio Gramsci: Koncept hegemonie
- Roland Barthes: Zkoumání mýtu
- Jacques Derrida: Teorie dekonstrukce
- Jean Baudrillard: Koncept hyperreality
- Šedesátá léta: Období vzniku emancipačních hnutí

## Vývoj

### Richard Hoggart
Projekt Centra pro současná kulturální studia zformuloval jeho první ředitel Richard Hoggart (1964–1968). Projekt se zrodil v diskusích se dvěma představiteli britské kulturálně orientované sociologie – Raymondem Williamsem a Stuartem Hallem.
Pozornost Centra byla pod vedením Richarda Hoggarta zaměřena na žitou kulturu, na kulturní formy, praktiky a instituce a jejich provázanost se společností a společenskými změnami. Na Hoggartovo úsilí porozumět „každodenní“ kultuře měl vliv i fakt, že sám pocházel z dělnické třídy.
Ve svém spise The Uses of Literacy se Hoggart zabýval vztahem populární kultury a běžného života. Důraz kladl na sociální a historický kontext kulturní produkce i na příslušnost třídy a rasy konzumentů populární kultury. Ta byla doposud pojímána spíše pejorativně, přetrvávalo konzervativní estetické chápání kultury (např. Frank Raymond Leavis a rozdělení vysoké a nízké kultury). Hoggart její negativní hodnocení odmítl. Podle něj lidé populární kulturu nekonzumují, aby unikli každodennosti, naopak se snaží zesílit svoji každodenní zkušenost. Distinkce mezi „kulturní“ a „nekulturní“ praxí je pak v CCCS pojímána jako produkt ideologické reprezentace. Předpokladem pro tuto teorii je tvrzení, že kultura je prostorem, který je charakterizován permanentním bojem o její hegemonní opanování.
Nutno podotknout, že v počátečních fázích bylo CCCS ovlivněno výzkumy komunikace ze Spojených států, britská linie je však adaptovala na vlastní kulturní prostředí a civilizační tradici a vyvíjela se svým směrem. To umožnilo posun analýz v oblasti ideologie médií, která byla definována jako hlavní kulturní a ideologická síla. Jejich ideologický vliv se tak stal hlavním zájmem teoretiků a upozadil otázky behaviorismu.

### Stuart Hall
Už v roce 1966 se k CCCS připojil Stuart Hall jako Hoggartův zástupce (Hallovu první knihu The Populart Arts značně ovlivnil jak Hoggart, tak Williams). Následně jej vystřídal na pozici ředitele (1968–1979).
Pod jeho vedením lze poprvé hovořit o zformování svébytné oblasti zvané kulturální studia. Hall doposud široký projekt CCCS specifikoval a obrátil jeho pozornost ke kritické reflexi role masových médií. Podílel se také zásadním způsobem na formulaci kritické teorie médií, v níž se kultura jeví jako sféra, ve které dochází k tzv. naturalizaci. Během této etapy byly vztahy mezi médii a ideologií zkoumány prostřednictvím analýz textu. Patří sem také práce E. P. Thompsona (The Making of English Working Class) spojené s každodenním životem i etnografické přístupy sociologie a antropologie.
CCCS se několik let soustředilo na tzv. rituály odporu, tj. na mechanismy obrany jedinců před tlakem dominantní ideologie. Pod tímto vlivem proběhla řada výzkumů subkultur (skinheads, hippies, punk atd.). Výzkumy analyzovaly vnější znaky subkulturního životního stylu, kterým daná subkultura vypovídá sama o sobě před většinovou společností (móda, slang, zvyky, rituály). Mezi klasické práce patří studie Dicka Hebdinga Subculture: The Meaning of Style z roku 1979 zabývající se formováním identity mládeže v subkulturním prostředí.
Ze zaměření na subkultury profitovaly rovněž feministické výzkumy, které se soustředily na aspekty ženské kulturní podřízenosti. Souběžně s těmito liniemi pokračovaly i výzkumy tříd a populární kultury.

### Richard Johnson
Dalším ředitelem CCCS se stal v roce 1979 Richard Johnson. Přesunul pozornost k tématu historické konstrukce subjektivity a upozadil tradiční pozornost věnovanou analýzám mediálních textů. Vůči bohaté etnografické tradici CCCS projevoval skepsi. Etnografický výzkum se mu nejevil jako dostatečně teoreticky podložený, přičemž poukazoval na jeho tendence směrem k elitářskému paternalismu. Uznával ale práce několika osobností, například Hebdige a Willise. Základní východiska birminghamské školy však zůstala zachována.

### Jorge Lorrian
Johnson následně předal vedení CCCS Jorgemu Lorrianovi. Během tohoto období svedlo Centrum rozsáhlý boj o přežití. Povaha CCCS se totiž od pozdních 80. let změnila – na Centrum vyvíjela nátlak birminghamská univerzita, aby bylo sloučeno s Katedrou anglického jazyka. Následně Jorge Lorrian zorganizoval mezinárodní kampaň na záchranu CCCS. Ta sice byla úspěšná, ale Centrum stejně později přešlo pod Katedru kulturálních studií a došlo k založení studijního oboru Mediální a kulturální studia. Zaměstnanci Centra se pak rozptýlili mezi Katedru sociologie a Katedru kulturálních studií. Svůj čas museli rozdělit mezi výuku a výzkumy.

## Uzavření v roce 2002
Katedra byla za dramatických okolností uzavřena v roce 2002. Vše začalo v dubnu téhož roku. Podle výpovědí studentů se v této době začaly po škole šířit zvěsti, že oddělení bude uzavřeno kvůli špatnému ohodnocení v RAE (Research Assessment Exercise). 21. června pak zaměstnanci obdrželi informativní e-maily oznamující uzavření oddělení. Vedení univerzity hájilo krok jako nutnou restrukturalizaci. V rámci ní měli zůstat pouze čtyři ze čtrnácti zaměstnanců a studenti (cca 250) měli být přeloženi k jiným katedrám.
Studenti i členové katedry zahájili kampaň, která vyvolala pozornost v celostátním tisku. Navzdory tomu ale byla katedra uzavřena. Na univerzitě zůstali pouze 4 zaměstnanci, zbývajících deset členů bylo vyzváno k dobrovolnému odchodu. Tato situace vzbudila reakce po celém světě a univerzita se dostala pod značnou kritiku.

## Výzkumy a koncepty CCCS

### David Morley
Nationwide
Společně s Charlotte Brunsdonovou se zaměřili na polysémii pořadu Nationwide. Autoři vycházeli z Hallovy teorie kódování a dekódování a snažili se zjistit, jakým způsobem je text čten; tedy zda jde o typ dominantního čtení, opozitního čtení nebo o typ dohodnutého významu. Zkoumání proběhlo na vzorku 29 skupin, které tvořili členové s odlišným sociálním zázemím. Podle výsledků nejvíce skupin četlo text dominantním způsobem, současně výzkum poukázal na vliv věku, pohlaví, rasy a genderu. Kritika výzkumu vyčítala jistou neautentičnost a nepřesnost, jelikož jeho účastníci by se v běžném životě patrně nikdy nesešli.
Family Television
Zkoumání mocenské struktury domácnosti na přístupu k televizi. Podle výzkumu byl v této otázce dominantní muž – coby hlava rodiny měl přístup k ovladači a rozhodoval, jaké typy pořadů budou sledovány. Žena se ovladače zmocňovala pouze v jeho nepřítomnosti. Toto rozložení se měnilo v případech, kdy byl muž nezaměstnaný, a rodinu finančně zajišťovala žena.

### James Lull
Social Uses of Television
Jediný skutečně etnografický výzkum: zkoumání publika proběhlo v domácnostech. Na základě systematického pozorování vytvořil James Lull typologii sociálního užití televize.

### Dorothy Hobsonová
Soap Opera
První výzkum zaměřený na četbu telenovel.

## Významní představitelé
- Richard Hoggart
- Stuart Hall
- Richard Johnson
- Charlotte Brunsdonová
- Phil Cohen
- Dick Hebdige
- Dorothy Hobsonová
- David Morley
- Paul Willis
- Janice Winshipová

## Absolventi a spolupracovníci Centra
- Angela McRobie(Goldsmiths), kulturní teoretička a feministka, byla postgraduální studentkou CCCS. Její výzkumy subkultur zohledňovaly gender. Dílo Angely McRobie symbolizuje přechod kulturálních studií k postmodermismu.
- Paul Gilroy (King's College London)
- Celia Lury (Goldsmiths)
- Jackie Stacey (University of Manchester)
- Sarah Franklin (LSE)
- Debbie Epstein (University of Cardiff)
- Peter Redman (The Open University)
- Mary Jane Kehily (The Open University)
- Joyce Canaan (City University, Birmingham)
- Anoop Nayak (Newcastle University)
- Deborah Lynn Steinberg (Warwick University)
- Hilary Pilkington (Warwick University)
- Sue Wright (Danish Pedagogic University)
- Hazel Carby (Yale)
- David Parker (Nottingham University)
- Mica Nava (University of East London)
- Chris Griffin (Bath University)
- Adrian Kear (Aberystwith University)
- Kevin J. Brehony (Roehampton University)